# Gibs
En juegos de computadora, los gibs (diminutivo de giblets, que correspondería a «las entrañas» en español) son los pedazos de los órganos internos, carne y huesos de un ser viviente (normalmente humanos) cuando una persona es eliminada. Generalmente son más pequeños que una extremidad pero más grandes que una pelota de golf.
Adrian Carmack, un ex empleado de diseño gráfico de id Software es quien creó el término.

## Introducción
Los gibs aparecen profusamente en algunos juegos de acción en primera persona (FPS) que generalmente se enfocan en asesinar a un gran número de enemigos que tratan de eliminar el personaje del jugador. Uno de los primeros juegos en los que aparecen los gibs fue Doom, y se ha mantenido como un estándar de la industria desde entonces. También aparecen en muchos de los juegos de Mortal Kombat, y el juego shooter de arcade Area 51.
El uso de esta palabra está reservado para cuando un enemigo ha sido muerto con tal fuerza que su cuerpo resulta completamente desmembrado. Matar a un enemigo de esa manera (Gibbing) es considerado un gran logro, más que matarlo (fragging) solamente, aunque la mayoría de los juegos lo cuentan como igual en términos de puntos ganados. Los términos "frag" y "gib" son muy usados en juegos multijugador y 
deathmatch.
Telefrag es el término que se aplica para describir cuando un personaje es teleportado a la localización exacta de otro personaje. Ya que dos objetos no pueden ocupar el mismo espacio al mismo tiempo, el personaje teleportado a la posición de otro carácter muere, sin importar qué niveles de salud o armadura tenga. Esto requiere gran habilidad, pero es de notar que requiere munición (el arma teleportadora del Unreal Tournament conocida como el 'translocator' no requiere munición) y siempre asesina instantáneamente. El Telefragging a veces es representado como gibbing, aunque se sigue llamado como telefrag.
En algunos juegos, los gibs desaparecen (muchas veces mientras el jugador no lo ve), para salvar en tiempo del procesador, ya que un nivel lleno de monstruos puede llenarse rápidamente con gibs.
Algunos juegos pueden tener un modo Instagib o mutador. Si este modo es seleccionado, todos los impactos de un oponente dan como resultado un "gibbing" instantáneo.

## Gibs notables
- Doom (1993) fue uno de los primeros juegos en usar gibs, junto con su secuela, Doom II. Los enemigos de Doom eran animaciones de sprites, y cuando un monstruo o jugador moría su cuerpo se despedazaba o caía al piso. Una segunda animación se mostraría cuando un Zombi con rifle, un Sargento con escopeta, un Diablillo que tira bolas de fuego o un Marine espacial fueran asesinados, entre otras cosas, por daño radial de la explosión del estallido de un cohete, o de un contenedor de combustible (barril con desechos tóxicos). Ambas explosiones hacen un gran daño, al punto de que el personaje no muere simplemente, sino que se despedaza en trozos sangrantes, con pocas partes que identificar, como el casco del Marine Espacial. Un sonido viscoso acompaña el espectáculo.

- Heretic (1994), que también emplea el motor de Doom, y HeXen (1995), que usa una versión muy modificada del mismo, tienen múltiples objetos gib, los cuales caen o se desmoronan en cuanto el enemigo explota. Un enemigo congelado, cuando es roto, se rompe en múltiples astillas.

- ' 'Rise of the Triad (1994) expande el concepto de gibs, haciendo que los gibs vuelen en todas direcciones de acuerdo a las leyes de la física y se esparzan en el suelo. Estos gibs incluyen pedazos de carne cocida y ojos. Si se usa un código de trucos (cheat code), habrá más gibs de lo usual. Esto fue conocido como "Ludicrous Gibs mode", ya que al estar en medio de alguna batalla sangrienta éste mensaje salía en pantalla. El área completa tendrá gibs, los cuales parecerá que caen del cielo.

- Duke Nukem 3D (1996) utiliza código fuente del juego, el cual es interpretado, no compilado, y es muy fácil de editar por el usuario con un editor de texto. Es muy simple agregar tantos gibs como desee el usuario por medio de este método a la hora de morir para cualquier personaje. Estos gibs también vuelan en todas direcciones.

- Quake (1996) continuó el uso innovador de los gibs. Cualquier personaje es despedazado si un ataque o algún otro daño reduce su salud por debajo del 40% (con la excepción de los jefes Chthon y Shub-Niggurath.)

- Half-Life (1998) igualmente continuó con el uso de gibs. Cuando un extraterrestre es despedazado con explosivos, con la palanca, o con otro método que pueda hacerlo, sale sangre amarilla y sus gibs, y cuando un científico, guardia de seguridad, o un soldado HECU son despedazados dejan sus gibs y sangre roja. Cuando el jugador muere a causa de explosivos, snarks, etcétera, también puede dejar gibs.

- Datos: Q1740111